# Enric Granados Aumacellas
Enric Granados Aumacellas   (Barcelona, 9 d'agost de 1934 - Bunyola, 27 d'octubre de 2018) fou un nedador olímpic català i president de la Federació Balear de Natació.

## Trajectòria
Fill del també nedador olímpic Enric Granados Gal i Maria Aumacellas (introductora de la natació sincronitzada) i net del compositor de música Enric Granados.
Es traslladà a viure a Madrid, on competí pel Real Canoe NC. Fou diversos cops campió d'Espanya i plusmarquista estatal en els 400 m i 1.500 m lliures. També guanyà tres medalles de bronze als Jocs del Mediterrani. Va competir als Jocs Olímpics de 1952 en els 400 i 1500m lliures i als Campionats d'Europa de 1954. Marxà una temporada a la Universitat Yale (Estats Units) a entrenar-se a les ordres del tècnic Bubert Kipphut. També guanyà diversos cops la Travessia del Port de Barcelona.
Un cop retirat exercí diversos càrrecs com a dirigent esportiu. Presidí la Federació Balear de Natació en dues ocasions, 1973-79 i 1992-99. També fou president de la comissió tècnica de la Reial Federació Espanyola de Natació (RFEN) el 1976 o director general del Mundial de natació celebrat a Madrid el 1986, així com secretari general de la RFEN.

## Palmarès internacional
- 1951 - Jocs del Mediterrani a Alexandria (Egipte):
  - Medalla de bronze en 400 metres lliures
  - Medalla de bronze en 1.500 metres lliures
- 1955 - Jocs del Mediterrani a Barcelona 
  - Medalla de bronze en Relleus 4 x 200 m lliures
  - Diploma (5è) en 400 metres lliures
  - Diploma (5è) en 1.500 metres lliures